# 八大守护神

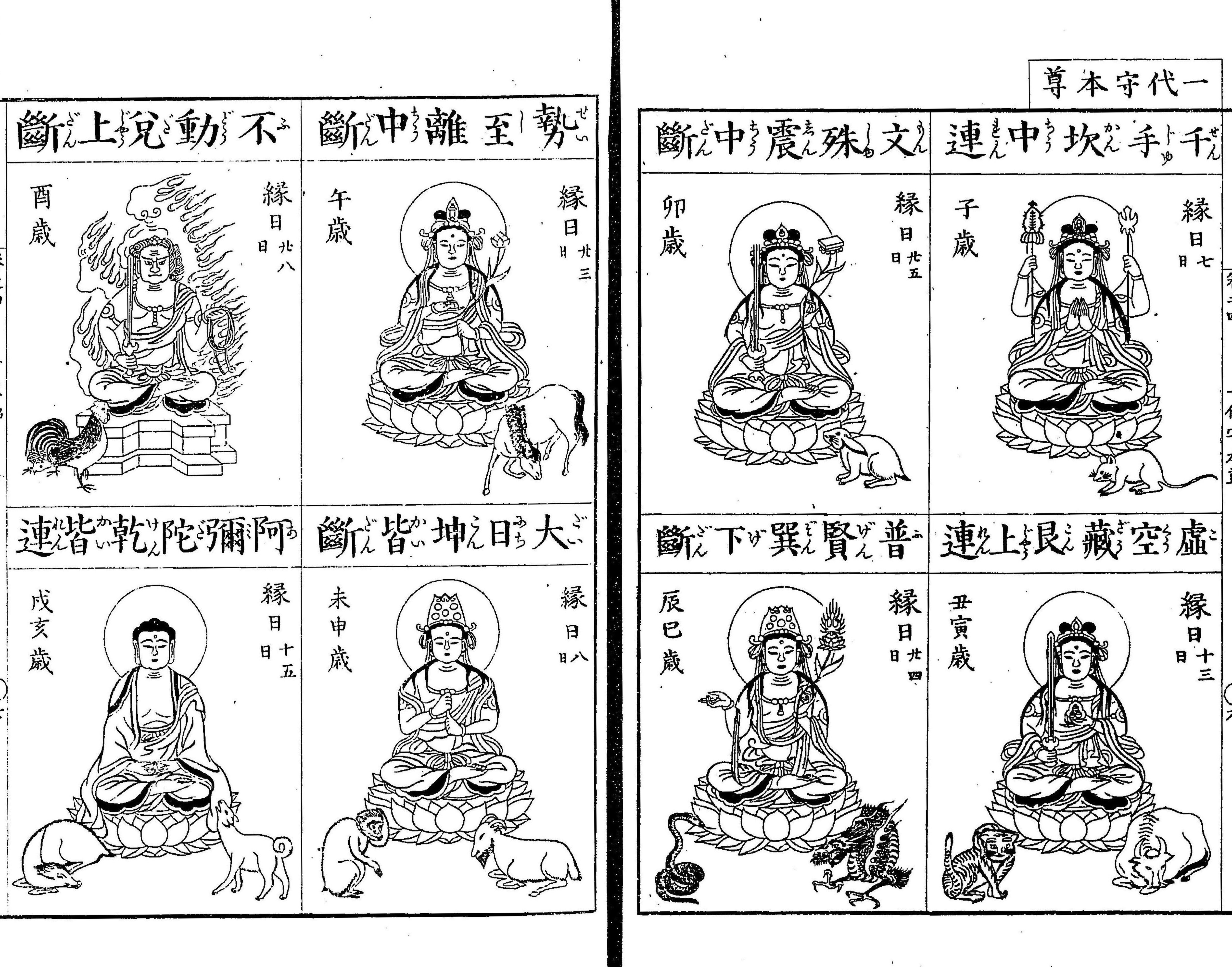
《诸宗佛像图汇》第四卷中所列出的八大守护神，插图中千手观音简化成了四臂。

十二生肖守护神，或称为本命佛、八大守护神、十二支守护本尊、八体佛，是日本密宗通过天干、地支、十二因缘、五大相生的十二生肖守护神。虽名为守护神，实际均为佛菩萨本尊。根据日本佛教习俗，每个人在出生年中出生，则有对应属相的佛菩萨守护，如属兔者的守护神是文殊菩萨。每位守护神都有相应的种子字、方位和地支等。
八大守护神的相关记载未见于诸经典。除日本外，在中国大陆、香港、台湾以及东南亚的华人社区也广泛流传，一般都是将其法相或种子字制作成护身卡、首饰、唐卡、佛牌和文创产品。新加坡的佛牙寺龙华院圆通殿和泰國東北部呵叻府的寶山寺中，亦有供奉八大守护神。

## 列表
| 图像 | 种子字   | 本尊         | 对应属相 | 方位   | 地支 |
| ---- | -------- | ------------ | -------- | ------ | ---- |
|      | 𑖮𑖿𑖨𑖱𑖾／hrīḥ | 千手观音菩萨 | 鼠       | 北方   | 子   |
|      | 𑖝𑖿𑖨𑖯𑖾／trāḥ | 虚空藏菩萨   | 牛       | 东北方 |      |
| 虎   | 𑖝𑖿𑖨𑖯𑖾／trāḥ | 虚空藏菩萨   | 寅       | 东北方 |      |
|      | 𑖦𑖼／maṃ   | 文殊菩萨     | 兔       | 东方   | 卯   |
|      | 𑖀𑖼／aṃ    | 普贤菩萨     | 龙       | 东南方 | 辰   |
| 蛇   | 𑖀𑖼／aṃ    | 普贤菩萨     | 巳       | 东南方 |      |
|      | 𑖭𑖾／saḥ   | 大势至菩萨   | 马       | 南方   | 午   |
|      | 𑖪𑖼／vaṃ   | 大日如来     | 羊       | 西南方 | 未   |
| 猴   | 𑖪𑖼／vaṃ   | 大日如来     | 申       | 西南方 |      |
|      | 𑖮𑖯𑖼／hāṃ   | 不动明王     | 鸡       | 西方   | 酉   |
|      | 𑖮𑖿𑖨𑖱𑖾／hrīḥ | 阿弥陀佛     | 狗       | 西北方 | 戌   |
| 猪   | 𑖮𑖿𑖨𑖱𑖾／hrīḥ | 阿弥陀佛     | 亥       | 西北方 |      |

## 其他版本
藏传佛教的八大守护神与广传的版本不同，其中虚空藏菩萨、普贤菩萨、大势至菩萨、不动明王被四臂观音、金刚萨埵、金刚手菩萨、阿閦佛代替。